# Edward Ferry
Edward Payson "Ed" Ferry, född 18 juni 1941 i Seattle, död 18 september 2023, var en amerikansk före detta roddare.
Ferry blev olympisk guldmedaljör i tvåa med styrman vid sommarspelen 1964 i Tokyo.